# سمبات ساهاکیان
سمبات ساهاکی ساهاکیان (ارمنی: Սմբատ Սահակի Սահակյան؛  زادهٔ ۲ اکتبر ۱۸۹۵ - درگذشته ۱۰ دسامبر ۱۹۷۱) دانشمند و کشاورز اهل ارمنستان بود.

## زندگی‌نامه
وی در ۱۴ اکتبر [سبک قدیمی: ۲ اکتبر] ۱۸۹۵ در روستای دزوراگیوغ به دنیا آمد و از دانشگاه دولتی فنی جنوب روسیه (۱۹۲۱) و انستیو مکانیزیسون کشاورزی و برق‌رسانی مسکو (۱۹۳۰) فارغ‌التحصیل گشت. همچنین برندهٔ جوایزی همچون نشان پرچم سرخ کار و دانشمند شایسته ارمنستان شوروی (۱۹۶۱) شده است. وی در ۱۰ دسامبر ۱۹۷۱ در سن ۷۶ سالگی در ایروان درگذشت.

## یادداشت
1. ↑  տեխնիկական գիտությունների դոկտոր
2. ↑  Հարավռուսական պետական պոլիտեխնիկական համալսարան
3. ↑  Մոսկվայի գյուղատնտական մեքենայացման և էլեկտրաֆիկացման ինստիտուտ